# Tsutomu Yamaguchi
Tsutomu Yamaguchi (jap. 山口 彊 Yamaguchi Tsutomu; ur. 16 marca 1916 w Nagasaki, zm. 4 stycznia 2010) – japoński inżynier-konstruktor statków. Według oficjalnego rejestru hibakusha (ofiar bombardowań atomowych) był jedynym człowiekiem, w stosunku do którego oficjalnie stwierdzono fakt przeżycia wybuchów obu bomb atomowych, zrzuconych na Hiroszimę i Nagasaki w sierpniu 1945. Był drugim dzieckiem Riichiego i Sugi Yamaguchi. Pochodził ze starego i zamożnego rodu. Dziadek był armatorem, a ojciec prowadził przedsiębiorstwo energetyczne.
Yamaguchi, pracując dla koncernu Mitsubishi, został wysłany służbowo z rodzinnego Nagasaki do stoczni w Hiroszimie. W dniu 6 sierpnia 1945, w wyniku wybuchu amerykańskiej bomby atomowej «Little Boy», doznał poważnych poparzeń, uszkodzenia słuchu, czasowo oślepł i stracił włosy. Noc po tragedii, owinięty opatrunkami, spędził w schronie przeciwlotniczym. Następnego dnia powrócił do Nagasaki, gdzie przeżył drugą eksplozję bomby «Fat Man» w dniu 9 sierpnia 1945. Stało się to akurat podczas jego rozmowy z przełożonym, któremu opowiadał o dramacie w Hiroszimie, wskutek którego nieomal stracił życie.
W 2007 roku napisał książkę o swych przeżyciach. W 2006 został zaproszony do wzięcia udziału w filmie dokumentalnym o tym, że  podwójnych ofiar bomby atomowej było 165. Film został zaprezentowany na forum Organizacji Narodów Zjednoczonych. Yamaguchi był aktywnym członkiem ruchu antynuklearnego.
W marcu 2009 wyjawił prasie japońskiej, że jest chory na nowotwór i zamierza ubiegać się o oficjalne nadanie mu przez rząd statusu podwójnej ofiary bomby atomowej. Rząd japoński poświadczył oficjalnie, że Tsutomu Yamaguchi przebywał zarówno w Hiroszimie jak i w Nagasaki podczas wybuchów bomb atomowych zrzuconych na te miasta.
Zmarł z powodu choroby nowotworowej żołądka 4 stycznia 2010 roku.